# Legea drepturilor civile din 1964
[The] Civil Rights Act of 1964, în limba română, Legea drepturilor civile din 1964,  a fost un act legislativ de o importanță deosebită în istoria modernă a Statelor Unite ale Americii, care a eliminat majoritatea formelor de discriminare împotriva afro-americanilor și femeilor, incluzând segregarea rasială. Legea a stopat, de asemenea, și aplicarea inegală a cerințelor de calificare pentru drepturile de a vota și a fi votat. Segregarea rasială, care fusese aplicată anterior în locurile de muncă, în școli și în general în locurile publice (numite cvasi-eufimistic, "public accommodations") a fost îndepărtată.
Inițial, puterile de a aplica legea fuseseră destul de reduse, dar în anii care au urmat anului 1964 acestea au fost crescute în mod constant. Congresul american și-a afirmat dreptul de a adăuga legislație suplimentară bazată pe diferite părți ale Constituției Uniunii, și în special datorită puterii sale de a reglementa comerțul dintre statele componente ale Uniunii conform Articolului Întâi (Article One) (secțiunea a 8-a), prin garantarea dreptului tuturor cetățenilor la protejare egală în fața legilor, conform celui de-al Patrusprezecelea Amendament (Fourteenth Amendment), respectiv a drepturilor sale ca entitate legislativă federală de a proteja drepturile de a vota, conform celui de-al Cincisprezecelea Amendament (Fifteenth Amendment).

## Origini

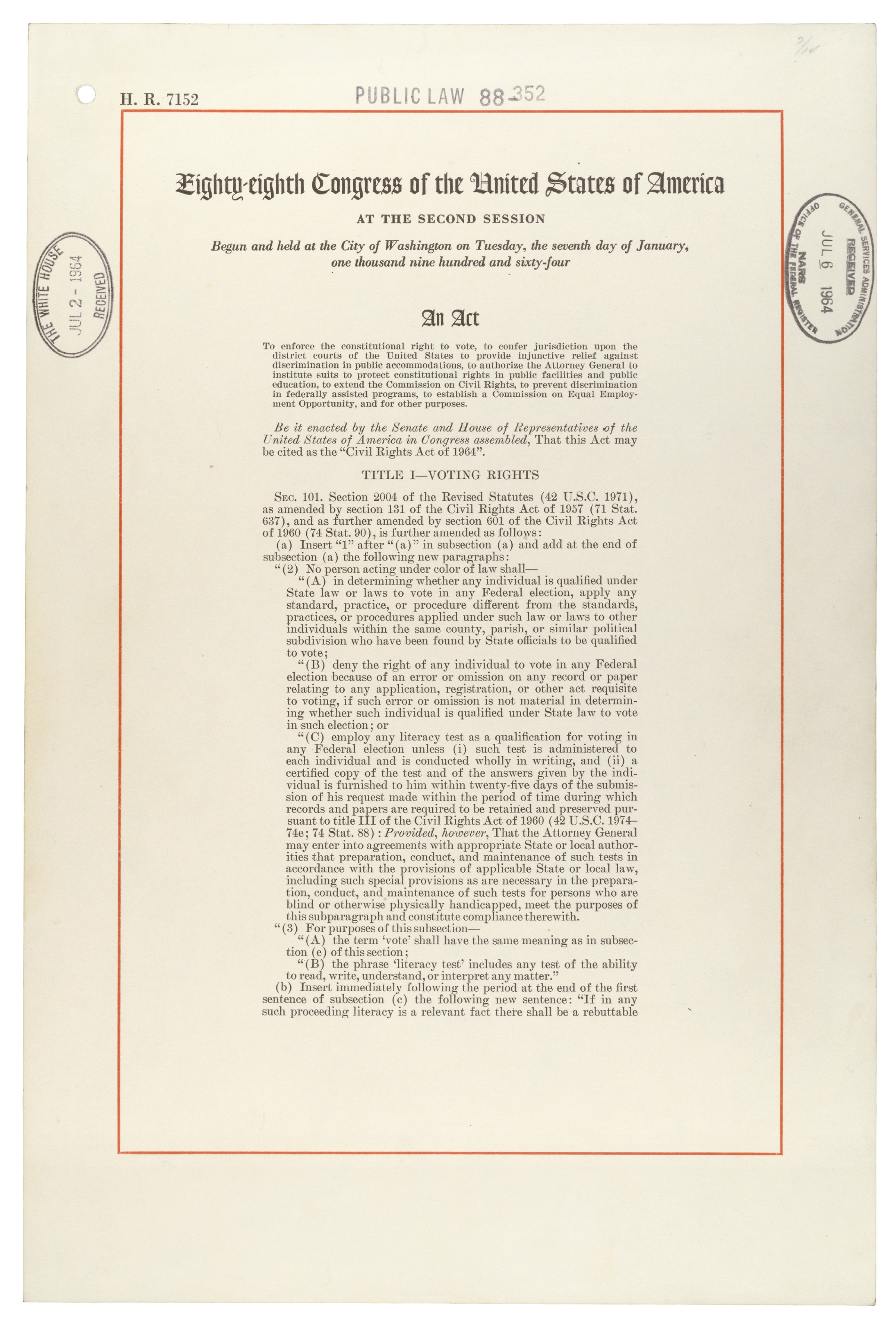
Prima pagină a Civil Rights Act of 1964

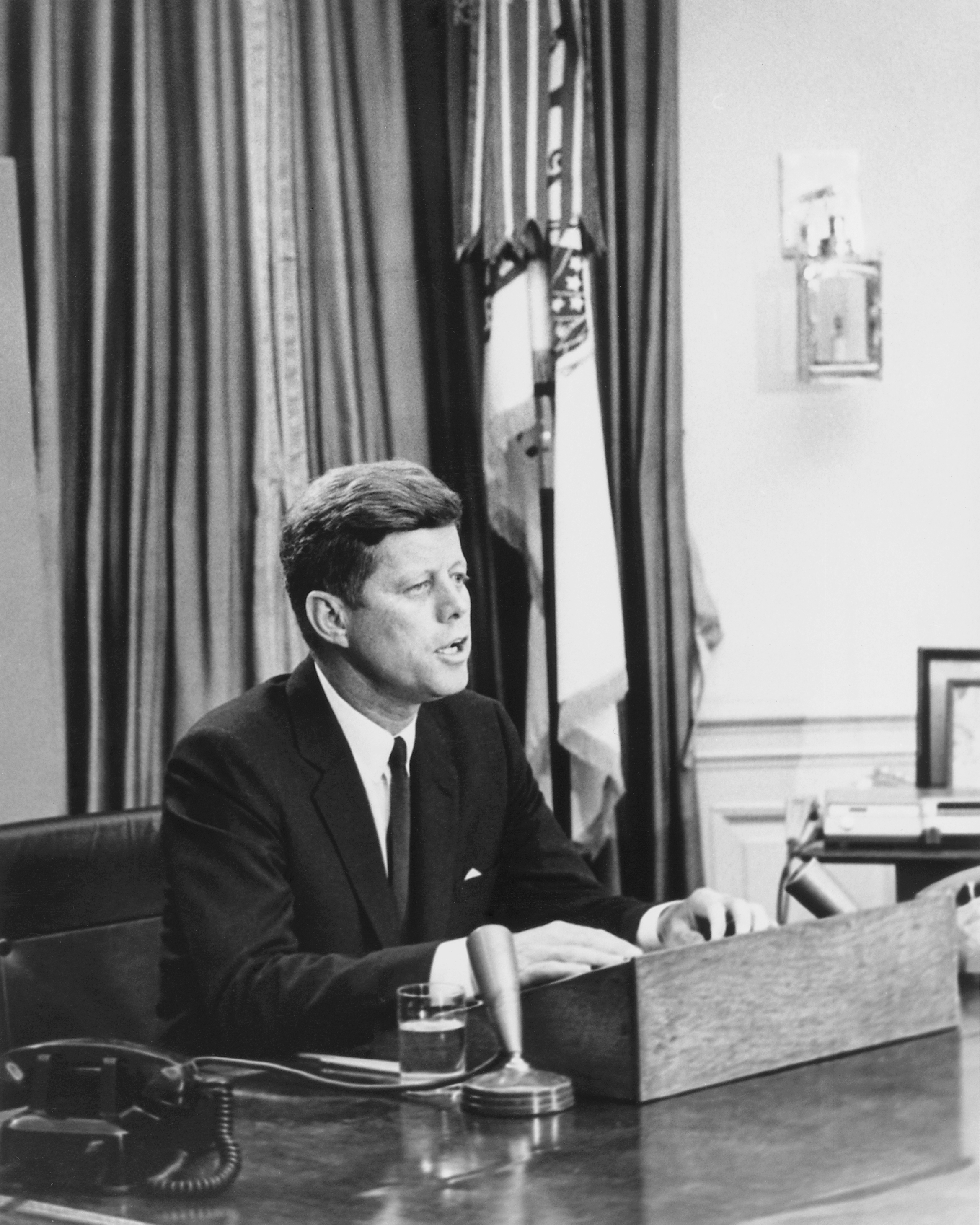
Președintele John F. Kennedy se adresează națiunii prin intermediul televiziunii din Biroul Oval în legătură cu problema drepturilor civile în ziua de 11 iunie 1963.

O astfel de lege a fost cerută de președintele american John F. Kennedy în discursul său televizat adresat națiunii din Biroul Oval al Casei Albe în ziua de 11 iunie 1963. Discursul trata problema drepturilor civile în Statele Unite, iar președintele Kennedy a cerut explicit Congresului să adopte o legislație corespunzătoare în care să fie menționat explicit „dreptul tuturor americanilor de a fi serviți în mod egal în orice locuri publice, precum hoteluri, restaurante, teatre, magazine și alte locuri similare”, respectiv „o protecție mai mare a dreptului de a vota”.
Fiind inspirată de Legea drepturilor civile din 1875 (conform, Civil Rights Act of 1875), Legea drepturilor civile a președintelui Kennedy includea și mențiunea (prevederea) explicită de a interzice discriminarea existentă anterior în locurile publice (conform, public accommodations), precum și garantarea puterii Procurorului General al Statelor Unite de a se autosesiza, de a iniția și de a se alătura oricăror procese împotriva guvernelor statelor care aveau sisteme școlare segregate. Oricum, proiectul de lege, precum și legea propriu-zisă nu includeau clauze considerate esențiale de către liderii mișcării drepturilor civile, precum protejarea împotriva brutalității poliției, terminarea discriminării în cazul companiilor private ori garantarea dreptului Departamentului Justiției⁠(d) de a iniția procese de discriminare, respectiv de a aplica terminarea efectivă a discriminărilor. 

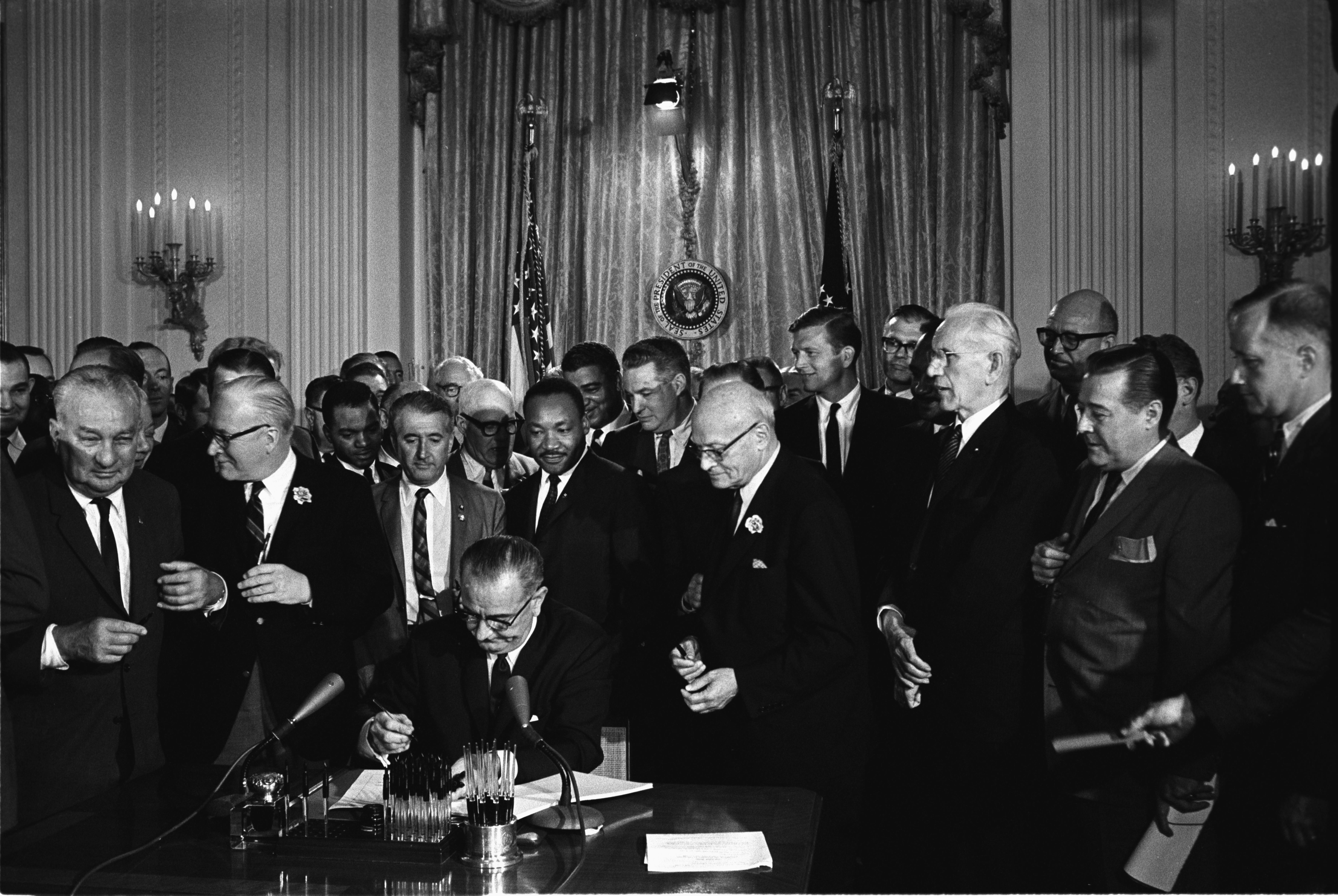
Lyndon B. Johnson promulgă legea drepturilor civile din 1964. Printre invitații aflați în spatele său se numără și Martin Luther King, Jr.

### Cazuri judiciare
- Heart of Atlanta Motel versus United States (1964)
- Katzenbach versus McClung (1964)
- Griggs versus Duke Power Co. (1971)
- Washington versus Davis (1976)
- Brown versus Trustees of Boston University (1989)
- Wards Cove Packing Co. versus Atonio (1989)
- Ricci versus DeStefano (2009)